# مسابقات قهرمانی بسکتبال آسیا ۱۹۶۳
مسابقات قهرمانی بسکتبال آسیا ۱۹۶۳ دومین دورهٔ قهرمانی آسیا برای مردان می‌باشد که از ۲۰ نوامبر تا ۳ دسامبر در تایپه، جمهوری چین برگزار گردید.

## دور مقدماتی
| تیم          | امتیاز | برد | باخت | امتیاز برده | امتیاز باخته | تفاضل | امتیازات |
| ------------ | ------ | --- | ---- | ----------- | ------------ | ----- | -------- |
| فیلیپین      | ۷      | ۶   | ۱    | ۶۴۹         | ۴۰۶          | ۲۴۳+  | ۱۳       |
| جمهوری چین   | ۷      | ۶   | ۱    | ۶۹۵         | ۵۳۵          | ۱۶۰+  | ۱۳       |
| کرهٔ جنوبی    | ۷      | ۵   | ۲    | ۶۴۹         | ۴۹۶          | ۱۵۳+  | ۱۲       |
| تایلند       | ۷      | ۴   | ۳    | ۵۸۱         | ۵۴۲          | ۳۹+   | ۱۱       |
| مالزی        | ۷      | ۴   | ۳    | ۵۴۸         | ۵۶۸          | ۲۰–   | ۱۱       |
| سنگاپور      | ۷      | ۲   | ۵    | ۵۱۶         | ۶۶۲          | ۱۴۶–  | ۹        |
| هنگ کنگ      | ۷      | ۱   | ۶    | ۴۷۹         | ۶۱۰          | ۱۳۱–  | ۸        |
| ویتنام جنوبی | ۷      | ۰   | ۷    | ۵۳۸         | ۸۳۶          | ۲۹۸–  | ۷        |

| ۲۰ نوامبر |

|  |

| سنگاپور                           | ۸۰–۷۳ | هنگ کنگ |
| امتیاز بر پایه نیمه: ۲۸–۳۵, ۵۲–۳۸ |       |         |

| ۲۱ نوامبر |

|  |

| ویتنام جنوبی                      | ۸۹–۹۸ | سنگاپور |
| امتیاز بر پایه نیمه: ۴۰–۴۹, ۴۹–۴۹ |       |         |

| ۲۱ نوامبر |

|  |

| مالزی                             | ۸۱–۸۰ | کرهٔ جنوبی |
| امتیاز بر پایه نیمه: ۳۲–۳۸, ۴۹–۴۲ |       |           |

| ۲۱ نوامبر |

|  |

| تایلند                            | ۶۰–۸۳ | فیلیپین |
| امتیاز بر پایه نیمه: ۲۶–۳۶, ۳۴–۴۷ |       |         |

| ۲۲ نوامبر |

|  |

| سنگاپور                           | ۶۵–۷۴ | تایلند |
| امتیاز بر پایه نیمه: ۳۲–۴۳, ۳۳–۳۱ |       |        |

| ۲۲ نوامبر |

|  |

| ویتنام جنوبی                      | ۶۱–۱۲۴ | فیلیپین |
| امتیاز بر پایه نیمه: ۵۳–۳۵, ۷۱–۲۶ |        |         |

| ۲۲ نوامبر |

|  |

| کرهٔ جنوبی                         | ۹۰–۶۱ | هنگ کنگ |
| امتیاز بر پایه نیمه: ۳۸–۲۸, ۵۲–۳۳ |       |         |

| ۲۲ نوامبر |

|  |

| جمهوری چین                        | ۱۰۰–۷۶ | مالزی |
| امتیاز بر پایه نیمه: ۳۳–۲۶, ۶۷–۵۰ |        |       |

| ۲۳ نوامبر |

|  |

| هنگ کنگ                           | ۱۰۵–۷۵ | ویتنام جنوبی |
| امتیاز بر پایه نیمه: ۴۹–۳۴, ۵۶–۴۱ |        |              |

| ۲۳ نوامبر |

|  |

| مالزی                             | ۴۲–۱۰۳ | فیلیپین |
| امتیاز بر پایه نیمه: ۲۲–۴۸, ۲۰–۵۵ |        |         |

| ۲۳ نوامبر |

|  |

| کرهٔ جنوبی                         | ۱۱۰–۵۵ | سنگاپور |
| امتیاز بر پایه نیمه: ۴۹–۲۵, ۶۱–۳۰ |        |         |

| ۲۳ نوامبر |

|  |

| تایلند                            | ۸۷–۹۶ | جمهوری چین |
| امتیاز بر پایه نیمه: ۴۲–۴۵, ۴۵–۵۱ |       |            |

| ۲۴ نوامبر |

|  |

| تایلند                            | ۶۸–۶۶ | مالزی |
| امتیاز بر پایه نیمه: ۳۲–۲۷, ۳۶–۳۹ |       |       |

| ۲۴ نوامبر |

|  |

| سنگاپور                           | ۶۴–۱۱۴ | فیلیپین |
| امتیاز بر پایه نیمه: ۲۴–۴۸, ۴۰–۶۶ |        |         |

| ۲۴ نوامبر |

|  |

| ویتنام جنوبی                      | ۷۵–۱۳۶ | کرهٔ جنوبی |
| امتیاز بر پایه نیمه: ۶۴–۳۶, ۷۲–۳۹ |        |           |

| ۲۴ نوامبر |

|  |

| هنگ کنگ                           | ۴۶–۱۰۲ | جمهوری چین |
| امتیاز بر پایه نیمه: ۵۴–۲۱, ۴۸–۲۵ |        |            |

| ۲۵ نوامبر |

|  |

| جمهوری چین                        | ۱۴۵–۹۱ | ویتنام جنوبی |
| امتیاز بر پایه نیمه: ۷۲–۴۰, ۷۳–۵۱ |        |              |

| ۲۶ نوامبر |

|  |

| سنگاپور                           | ۷۲–۱۱۱ | مالزی |
| امتیاز بر پایه نیمه: ۳۱–۵۴, ۴۱–۵۷ |        |       |

| ۲۶ نوامبر |

|  |

| ویتنام جنوبی                      | ۷۵–۱۳۱ | تایلند |
| امتیاز بر پایه نیمه: ۳۲–۶۵, ۴۳–۶۶ |        |        |

| ۲۶ نوامبر |

|  |

| فیلیپین                           | ۹۶–۵۲ | هنگ کنگ |
| امتیاز بر پایه نیمه: ۴۷–۲۷, ۴۹–۲۵ |       |         |

| ۲۶ نوامبر |

|  |

| کرهٔ جنوبی                         | ۸۳–۹۶ | جمهوری چین |
| امتیاز بر پایه نیمه: ۳۹–۴۲, ۴۴–۵۴ |       |            |

| ۲۷ نوامبر |

|  |

| جمهوری چین                        | ۹۱–۸۲ | سنگاپور |
| امتیاز بر پایه نیمه: ۴۳–۳۲, ۴۸–۵۰ |       |         |

| ۲۷ نوامبر |

|  |

| مالزی                             | ۹۷–۷۲ | ویتنام جنوبی |
| امتیاز بر پایه نیمه: ۴۵–۳۰, ۵۲–۴۲ |       |              |

| ۲۷ نوامبر |

|  |

| هنگ کنگ                           | ۶۹–۹۲ | تایلند |
| امتیاز بر پایه نیمه: ۳۶–۴۵, ۳۳–۴۷ |       |        |

| ۲۷ نوامبر |

|  |

| فیلیپین                           | ۵۹–۶۲ | کرهٔ جنوبی |
| امتیاز بر پایه نیمه: ۲۴–۲۵, ۳۵–۳۷ |       |           |

| ۲۸ نوامبر |

|  |

| هنگ کنگ                           | ۷۳–۷۵ | مالزی |
| امتیاز بر پایه نیمه: ۲۷–۲۶, ۴۶–۴۹ |       |       |

| ۲۸ نوامبر |

|  |

| کرهٔ جنوبی                         | ۸۸–۶۹ | تایلند |
| امتیاز بر پایه نیمه: ۳۲–۴۰, ۵۶–۲۹ |       |        |

| ۲۸ نوامبر |

|  |

| جمهوری چین                        | ۶۵–۷۰ | فیلیپین |
| امتیاز بر پایه نیمه: ۳۵–۳۱, ۳۰–۳۹ |       |         |

- هنگامی که تایلند و مالزی پس از انجام ۷ بازی خود، در امتیازات با هم برابر شدند، لازم بر این شد که یک تک بازی با هم انجام دهند تا تیم چهارم مقدماتی برای حضور در بین چهار تیم برتر مسابقات مشخص شود.[۱]

| ۲۹ نوامبر |

|  |

| تایلند                            | ۸۶–۸۱ | مالزی |
| امتیاز بر پایه نیمه: ۴۵–۴۱, ۴۱–۴۰ |       |       |

## دور پایانی
- نتایج و امتیازات به دست آمده در دور مقدماتی، در دور دوم نیز محاسبه گردید.

### رده‌بندی پنجم تا هشتم
| تیم          | بازی | برد | باخت | امتیاز برده | امتیاز باخته | تفاضل | امتیازات |
| ------------ | ---- | --- | ---- | ----------- | ------------ | ----- | -------- |
| مالزی        | ۱۰   | ۶   | ۴    | ۸۲۳         | ۸۴۲          | ۱۹–   | ۱۶       |
| هنگ کنگ      | ۱۰   | ۴   | ۶    | ۷۴۴         | ۸۲۰          | ۷۶–   | ۱۴       |
| سنگاپور      | ۱۰   | ۳   | ۷    | ۷۶۹         | ۹۱۹          | ۱۵۰–  | ۱۳       |
| ویتنام جنوبی | ۱۰   | ۰   | ۱۰   | ۷۹۵         | ۱۱۴۵         | ۳۵۰–  | ۱۰       |

| ۳۰ نوامبر |

|  |

| ویتنام جنوبی                      | ۸۵–۱۱۲ | مالزی |
| امتیاز بر پایه نیمه: ۴۰–۵۱, ۴۵–۶۱ |        |       |

| ۳۰ نوامبر |

|  |

| سنگاپور                           | ۶۵–۶۷ | هنگ کنگ |
| امتیاز بر پایه نیمه: ۲۸–۲۷, ۳۷–۴۰ |       |         |

| ۱ دسامبر |

|  |

| ویتنام جنوبی                      | ۸۷–۹۱ | سنگاپور |
| امتیاز بر پایه نیمه: ۵۳–۴۵, ۳۸–۴۲ |       |         |

| ۱ دسامبر |

|  |

| مالزی                             | ۶۰–۹۲ | هنگ کنگ |
| امتیاز بر پایه نیمه: ۲۹–۴۰, ۳۱–۵۲ |       |         |

| ۲ دسامبر |

|  |

| هنگ کنگ                           | ۱۰۵–۸۵ | ویتنام جنوبی |
| امتیاز بر پایه نیمه: ۴۶–۴۰, ۶۰–۴۵ |        |              |

| ۲ دسامبر |

|  |

| مالزی                             | ۱۰۳–۹۷ | سنگاپور |
| امتیاز بر پایه نیمه: ۵۱–۴۵, ۵۲–۵۲ |        |         |

### قهرمانی
| تیم        | بازی | برد | باخت | امتیاز برده | امتیاز باخته | تفاضل | امتیازات |
| ---------- | ---- | --- | ---- | ----------- | ------------ | ----- | -------- |
| فیلیپین    | ۱۰   | ۸   | ۲    | ۹۰۶         | ۶۳۶          | ۲۷۰+  | ۱۸       |
| جمهوری چین | ۱۰   | ۸   | ۲    | ۹۵۵         | ۷۸۰          | ۱۷۵+  | ۱۸       |
| کرهٔ جنوبی  | ۱۰   | ۷   | ۳    | ۸۹۴         | ۷۲۶          | ۱۶۸+  | ۱۷       |
| تایلند     | ۱۰   | ۴   | ۶    | ۷۹۱         | ۸۰۹          | ۱۸–   | ۱۴       |

| ۳۰ نوامبر |

|  |

| تایلند                            | ۵۳–۹۱ | فیلیپین |
| امتیاز بر پایه نیمه: ۲۵–۴۸, ۲۸–۴۳ |       |         |

| ۳۰ نوامبر |

|  |

| جمهوری چین                        | ۷۴–۷۸ | کرهٔ جنوبی |
| امتیاز بر پایه نیمه: ۴۳–۴۸, ۳۱–۳۰ |       |           |

| ۱ دسامبر |

|  |

| جمهوری چین                        | ۹۰–۸۶ | تایلند |
| امتیاز بر پایه نیمه: ۴۶–۴۹, ۴۴–۳۷ |       |        |

| ۱ دسامبر |

|  |

| کرهٔ جنوبی                         | ۸۱–۸۵ | فیلیپین |
| امتیاز بر پایه نیمه: ۳۸–۴۶, ۴۳–۳۹ |       |         |

| ۲ دسامبر |

|  |

| کرهٔ جنوبی                         | ۸۶–۷۱ | تایلند |
| امتیاز بر پایه نیمه: ۴۱–۲۸, ۴۵–۴۳ |       |        |

| ۲ دسامبر |

|  |

| فیلیپین                           | ۸۱–۹۶ | جمهوری چین |
| امتیاز بر پایه نیمه: ۴۴–۵۱, ۳۷–۴۵ |       |            |

هنگامی که فیلیپین و جمهوری چین پس از انجام ۱۰ بازی خود، در امتیازات با هم برابر شدند، لازم بر این شد که یک تک بازی با هم انجام دهند تا قهرمان این دوره از مسابقات مشخص شود.

### بازی قهرمانی
| ۳ دسامبر |

|  |

| جمهوری چین                        | ۷۷–۹۱ | فیلیپین |
| امتیاز بر پایه نیمه: ۳۳–۴۹, ۴۴–۴۲ |       |         |

## جدول نهایی
| رتبه | تیم          | رکورد |
| ---- | ------------ | ----- |
| 1    | فیلیپین      | ۹–۲   |
| 2    | جمهوری چین   | ۸–۳   |
| 3    | کرهٔ جنوبی    | ۷–۳   |
| ۴    | تایلند       | ۵–۶   |
| ۵    | مالزی        | ۶–۵   |
| ۶    | هنگ کنگ      | ۴–۶   |
| ۷    | سنگاپور      | ۳–۷   |
| ۸    | ویتنام جنوبی | ۰–۱۰  |

## جوایز
| قهرمان آسیا ۱۹۶۳        |
| ----------------------- |
| · فیلیپین · دومین عنوان |